# Флах
Флах (нем. Flaach) — коммуна в Швейцарии, в кантоне Цюрих. 
Входит в состав округа Андельфинген. Население составляет 1221 человек (на 31 декабря 2007 года). Официальный код — 0028.